# Hernán Darío Gómez
Hernán Darío Gómez (Medellin, 3 de fevereiro de 1956) é um treinador e ex-futebolista colombiano que atuava como volante. Atualmente comanda a Seleção Salvadorenha.

## Carreira
Gómez tem grande reputação no continente sul-americano por dirigir as Seleções da Colômbia e do Equador. Foi eleito o melhor treinador do continente em 1996, e chegou a dirigir a Seleção Guatemalteca.
Comandou o Panamá entre 2014 e 2018, tendo disputado no período um amistoso contra o Brasil antes da Copa do Mundo FIFA de 2014.

## Títulos

### Como jogador
Atlético Nacional
- Campeonato Colombiano: 1981

### Como treinador
Atlético Nacional
- Copa Interamericana: 1989
- Campeonato Colombiano: 1991

### Prêmios individuais
- Treinador Sul-Americano do Ano: 1996